# Benediktbeuern
Benediktbeuern es un municipio en el distrito de Bad Tölz-Wolfratshausen en Baviera, Alemania. La distancia entre Bichl y Benediktbeuern es de solo 2 kilómetros. El pueblo tenía cerca de 3500 habitantes en 2004. 

## Historia y características
La población es conocida por su famoso monasterio, que originalmente perteneció a la orden benedictina. La abadía es famosa a causa de los Carmina Burana y su fundación data del año 739. Desde 1930 la ocupan los salesianos de Don Bosco. 
El monasterio recibió la visita de Goethe durante su tercer viaje a Italia en 1786. 
Benediktbeuern ha mantenido la estructura de una villa tradicional junto a los Alpes. Es posible visitar varios sitios de interés en excursiones diarias y, por lo tanto, constituye un lugar de albergue turístico. 
Las principales vías de comunicación son la autopista de Múnich a Garmisch-Partenkirchen, y la ruta estatal 471 de este a oeste. Los medios de transporte son el ferrocarril, con trenes de Kochel a Múnich cada hora, y el ómnibus a Bad Tölz.